# Uliocnemis partita
Uliocnemis partita là một loài bướm đêm trong họ Geometridae.